# ウエディ新剛
ウエディ 新剛（ウエディ しんごう、1977年5月15日 - ）は、元ピン芸人。
かつてはワタナベエンターテインメント（WEL jr.）に所属していた。WCS2期生出身。
本名：上田新剛（うえだしんご）。神奈川県横浜市鶴見区出身。血液型はB型。 
芸名であるウエディは、本名である上田からとったもの。

## 芸風・エピソード
- エンタの神様」では、「ウエディSHOW」と称し、アメリカンジョークを披露し、自分が笑った後、寄り目を行う。
- 同じ2期生出身の山陽ピッツァや100Wとは、親交が深く、本人がエンタの神様に初出演した時は、山陽ピッツァと一緒に祝杯を朝方まで付き合っていた[2]。
- エンタの神様終了後はメディアでの露出がなくなり、ワタナベエンターテインメントの所属タレントからも抹消されている[3]。
- 2015年3月親交のあるビッグダディこと林下清志と、「ダディ＆ウエディ」の名でお笑いコンビを結成。
「芸人居酒屋会社」及び「炭火焼肉剛」（東京都千代田区、現在は閉店）の店長を営んていたことがあり、2015年1月剛ではダディのリラクゼーションを併設したが、開業直後に撤退。しかし、2015年6月完全独立をして「芸人酒場家酔道」（台東区）を構え、ビッグダディ民間療法リラクゼーションも併設された。
- 現在・東京都台東区柳橋1-32-4
- 鶏料理居酒屋TORIBIAN焼き鳥と居酒屋らしからぬかなり美味いラーメンを提供している。

## 出演作品

### テレビ番組
- エンタの神様（日本テレビ系）- キャッチコピーは「笑うマッチポンプ」2008年11月8日初登場

### 映画
- Please Please Please（2017年1月14日公開） - 居酒屋の覆面刑事役
- 半沢直美（2015年）
- TAWARAちゃん（2018年）
- TAWARAちゃん2（2019年）